# Albert Anker

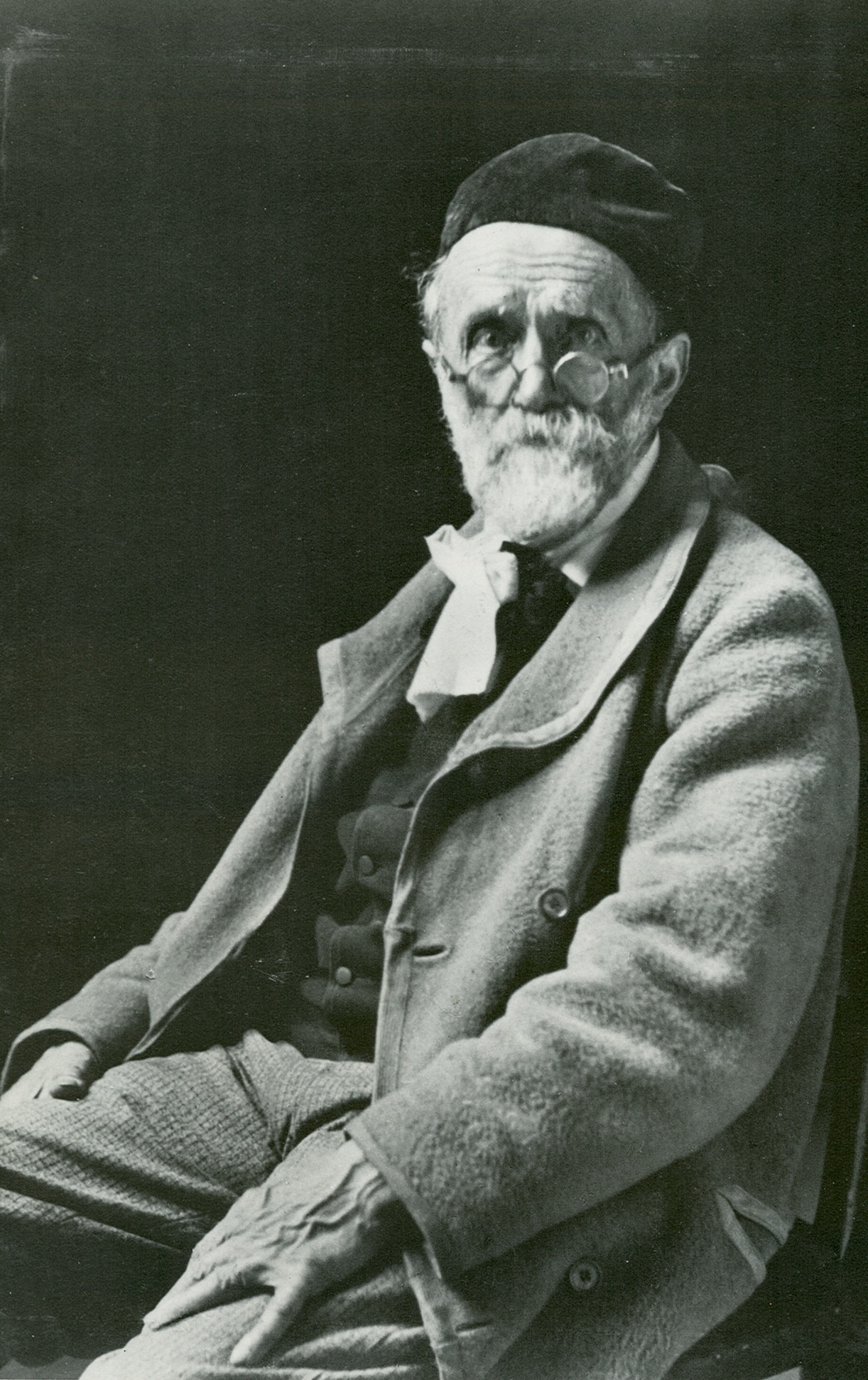
Albert Anker 1901 in seinem Atelier

Albert Samuel Anker (* 1. April 1831 in Ins, Kanton Bern, Schweiz; † 16. Juli 1910 ebenda; heimatberechtigt ebenda) war ein Schweizer Maler, Grafiker und Genremaler des Gesellschaftslebens seiner Zeit. Er gehört zu den bedeutendsten Bildnismalern der Schweiz.

## Leben
Albert Anker wurde als zweites von drei Kindern des Tierarztes Samuel Anker (1791–1860) und dessen Frau Marianne Elisabeth Anker, geborene Gatschet (1802–1847) am 1. April 1831 in Ins im bernischen Seeland geboren. Schon zwischen 1845 und 1848 bekam er in Neuenburg erste private Zeichenstunden bei Louis Wallinger. 1847 verstarben im selben Jahr Ankers Bruder Friedrich Rudolf (* 1828) und seine Mutter, nur fünf Jahre später seine Schwester.
Ab 1849 besuchte Anker das Gymnasium in Bern. Er wohnte bei seinem Onkel Matthias Anker (1788–1863). In einem Brief vom 9. Juni an seinen Freund Bachelin äussert sich Anker ausführlich über die Malerei. Vom 11. Mai bis im Sommer 1854 war er Mitglied des Schweizerischen Zofingervereins. 1851 bestand Anker die Maturität und begann in Bern Theologie zu studieren. Im September reiste er erstmals nach Paris, wo er unter anderem die Werke von Eustache Le Sueur und Nicolas Poussin kennen und schätzen lernte. Vom Herbst 1852 bis Frühling 1854 setzte Anker das Studium an der Universität Halle fort.
Am 25. Dezember 1853 äusserte Anker in einem Brief seinem Vater gegenüber den Wunsch, das Studium zu beenden und Maler zu werden. Im Frühling kehrte Anker nach Bern zurück und setzte zunächst das Studium fort. Mit der Kreidezeichnung Rauchender Alter beteiligte er sich zum ersten Mal an einer Ausstellung des Schweizerischen Kunstvereins in Bern. Als Anker 1854 die Erlaubnis seines Vaters bekam, das Studium abzubrechen, zog er nach Paris. Er wurde Schüler des Schweizer Malers Charles Gleyre, bei dem ab 1861 auch Pierre-Auguste Renoir studierte. Zwischen 1855 und 1860 besuchte er die École nationale supérieure des beaux-arts de Paris und war von 1859 bis 1885 im Pariser Salon regelmässig mit seinen Bildern vertreten. Zwischen 1856 und 1862 reiste er in die Bretagne, in den Schwarzwald und nach Italien, worauf mehrere Reisen nach Italien, Deutschland, Frankreich und Belgien folgten. Als sein Vater 1859 schwer erkrankte und Ende 1860 starb, übernahm Anker das Haus in Ins. Dort verbrachte er anfangs nur die Sommermonate, die Winterzeit in Paris. 1890 gab er seinen Wohnsitz in Paris auf und zog ganz nach Ins.
1866 wurde er Mitglied der „Gesellschaft Schweizerischer Maler und Bildhauer“. Anker arbeitete von 1866 bis 1882 als Fayence-Maler. Von 1870 bis 1874 war Anker Mitglied des Grossen Rates des Kantons Bern und setzte sich dort für den Bau des Berner Kunstmuseums ein, das 1873 eröffnet wurde. Anker wurde für seine Werke vielfach geehrt, so war er Mitorganisator der Schweizer Abteilung an der Weltausstellung Paris 1878, wurde im gleichen Jahr zum Ritter der französischen Ehrenlegion ernannt und 1888 in die Eidgenössische Kunstkommission gewählt, an der er bis 1892 sowie von 1895 bis 1898 tätig war. Von 1891 bis 1901 war er Mitglied der Eidgenössischen Kommission der Gottfried-Keller-Stiftung. Am 17. November 1900 wurde er mit dem Ehrendoktor der Universität Bern ausgezeichnet.
1901 erlitt er einen schweren Schlaganfall, wodurch seine rechte Hand gelähmt wurde. Durch diese Behinderung konnte Anker nur noch schwer an grossen Ölbildern arbeiten. In einer für ihn angenehmen Arbeitsposition – auf einem Stuhl sitzend und den Bildträger auf den Knien liegend – malte er bis zu 600 Aquarelle, wobei die Vorzeichnung mit Bleistift auf ein Minimum reduziert blieb. 1906 fertigte Jakob August Heer eine Büste von Anker an. Albert Anker starb am 16. Juli 1910 in Ins. Zu seinem Gedenken fanden im „Musée d’art et d’histoire“ in Neuenburg vom 1. bis 30. November 1910 und im Kunstmuseum Bern vom 15. Januar bis 12. Februar 1911 Ausstellungen statt.
Anlässlich seines 100. Todestages zeigte das Museum Oskar Reinhart in Winterthur die Ausstellung Albert Anker. Schöne Welt. Zum 100. Todestag.

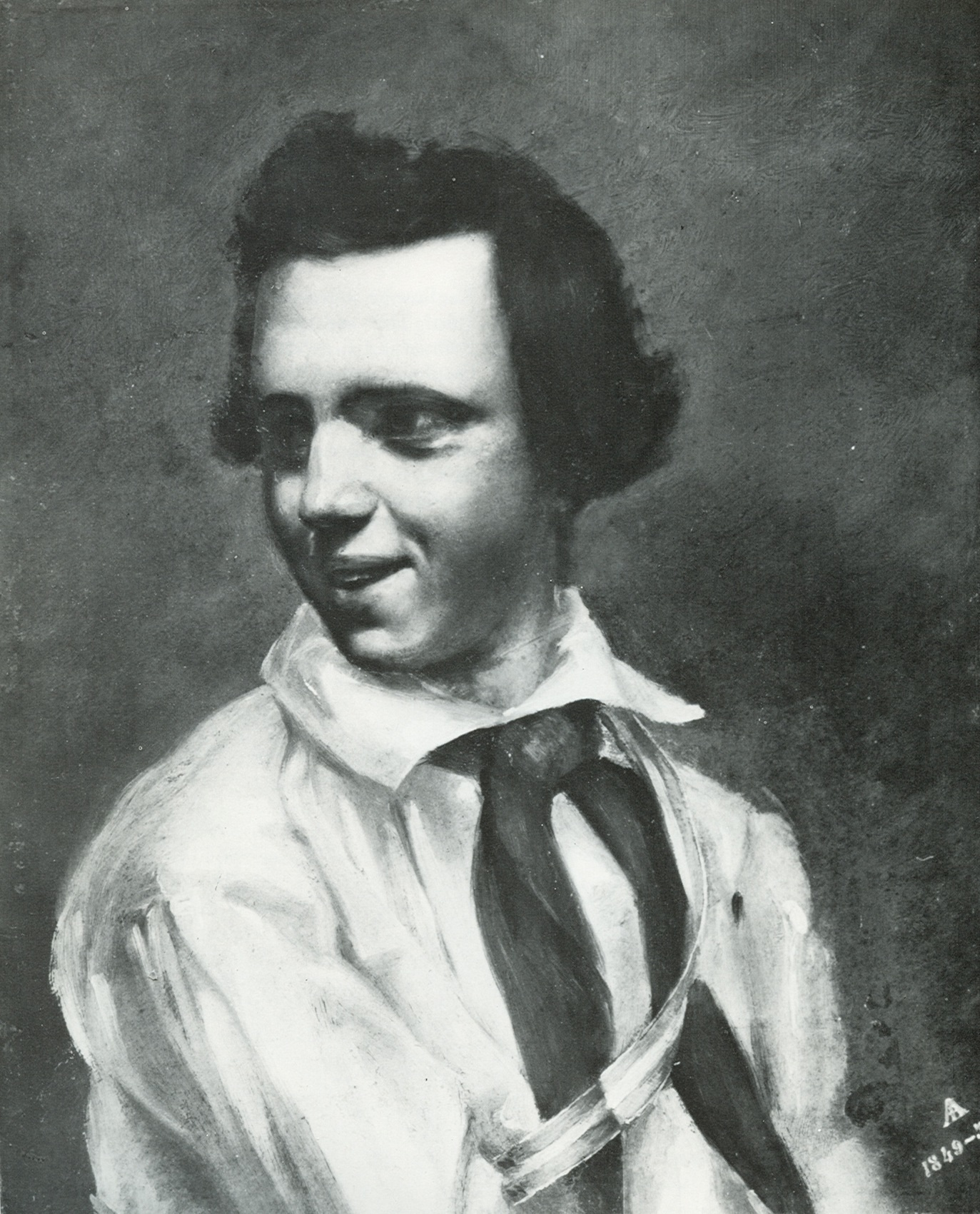
Selbstbildnis als Zofinger Student, um 1849
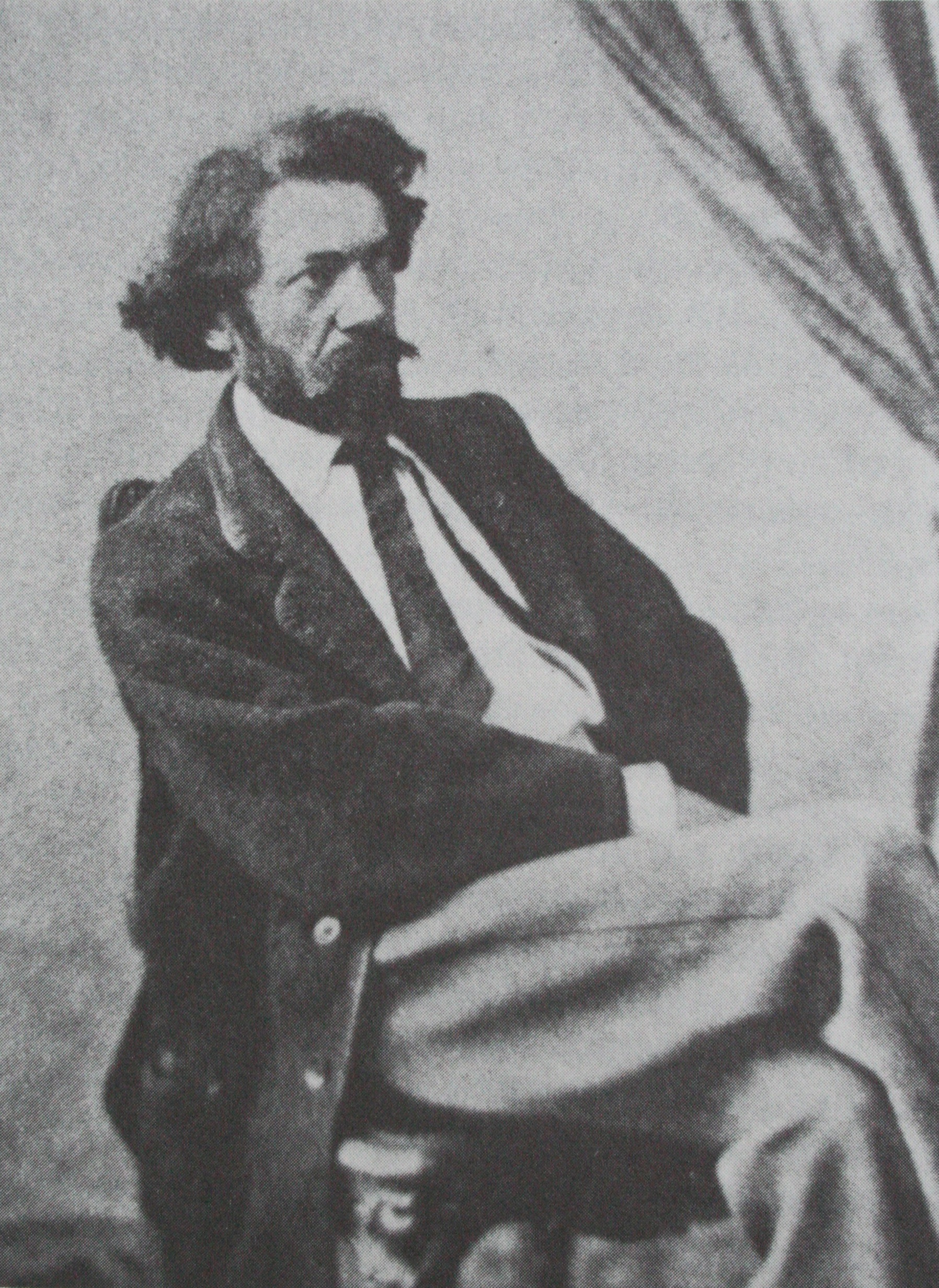
1855 in Paris
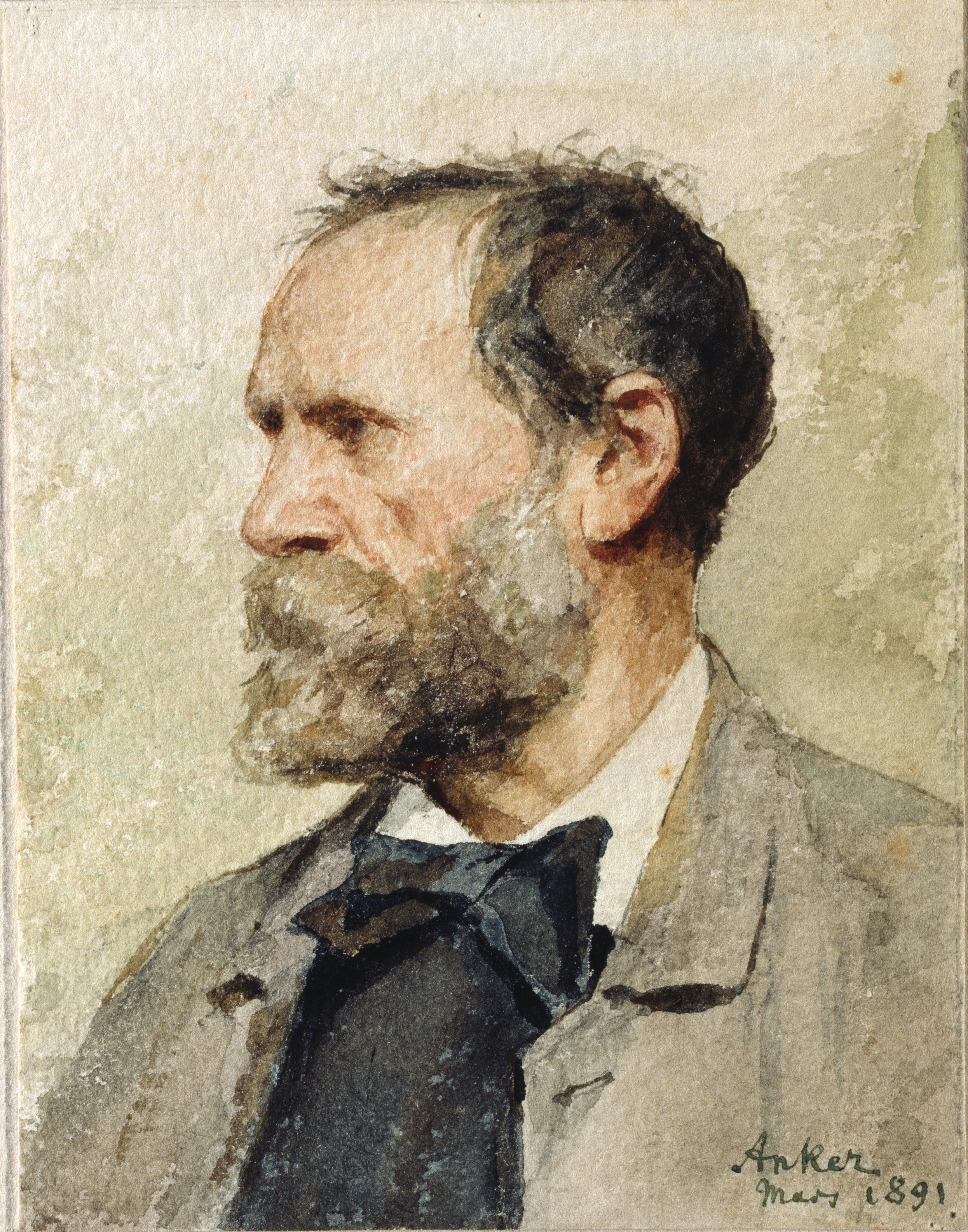
Selbstbildnis 1891
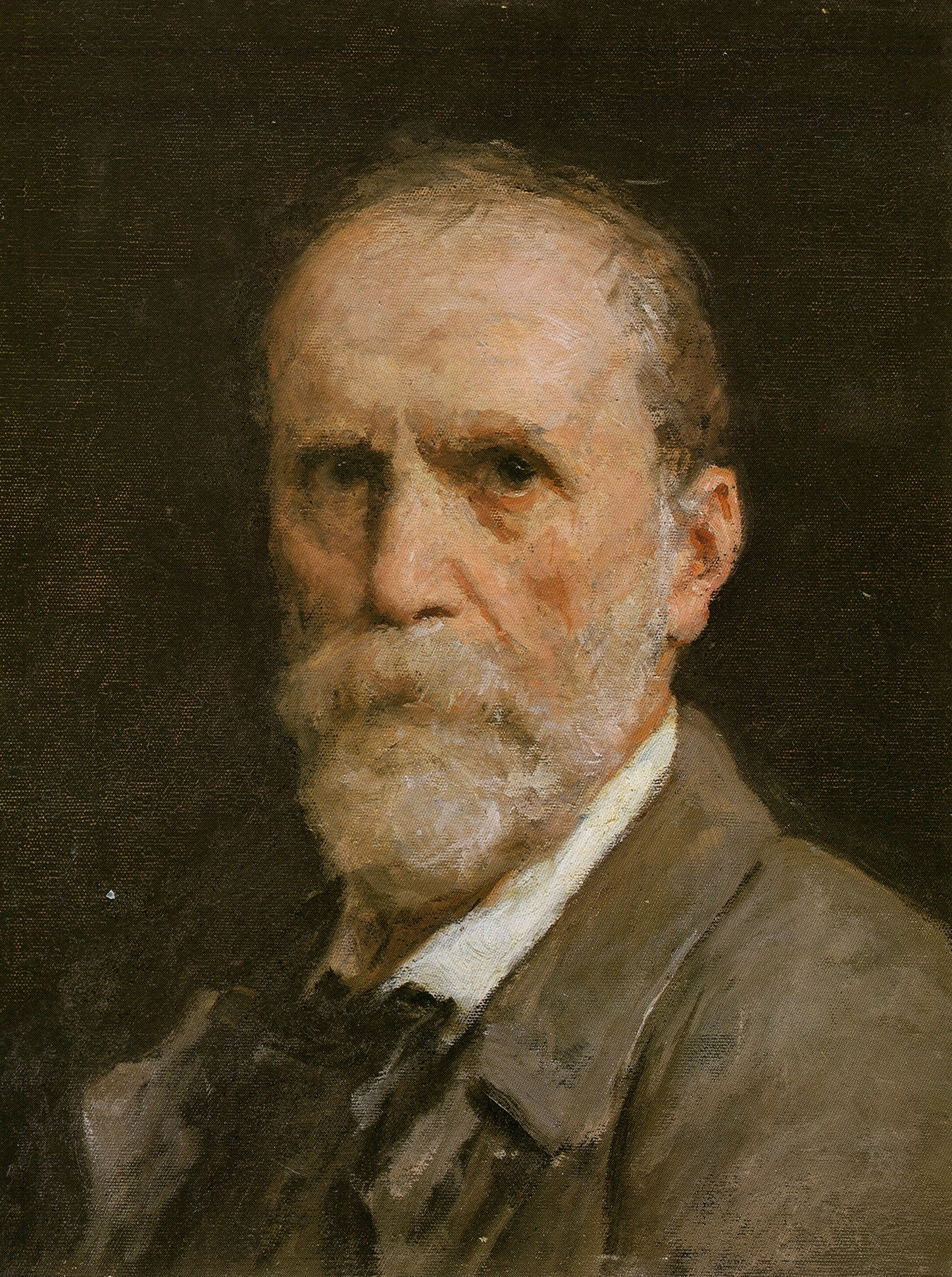
Selbstbildnis 1908

## Familie

### Frau Anna (1835–1917)
Anna Rüfli wurde 1835 als Tochter eines Metzgermeisters in Biel geboren und verbrachte dort ihre Kindheit. Nach dem frühen Tod ihrer Mutter besuchte sie ein Pensionat in Eclépens im Kanton Waadt. Hier lernte sie Louise Anker (1837–1852) kennen, Albert Ankers Schwester, die dort ihre beste Freundin wurde. Mit 17 Jahren reiste sie nach Odessa, wo sie drei Jahre lang als Gouvernante bei der Familie des Bündner Musikers Karl Köhl arbeitete. Sie blieb aber immer mit der Familie Anker brieflich in Kontakt. Nach ihrer Rückkehr in die Schweiz heirateten Anna und Albert Anker am 6. Dezember 1864; ihre Hochzeit feierten sie in Ins im Restaurant Bären. Die Familie Anker-Rüfli verbrachte ihre Zeit abwechselnd in Ins und Paris. Anna unterrichtete ihre Kinder selber, las viel und schrieb unzählige Briefe. Für die Gemälde ihres Mannes wollte sie nie Modell stehen.

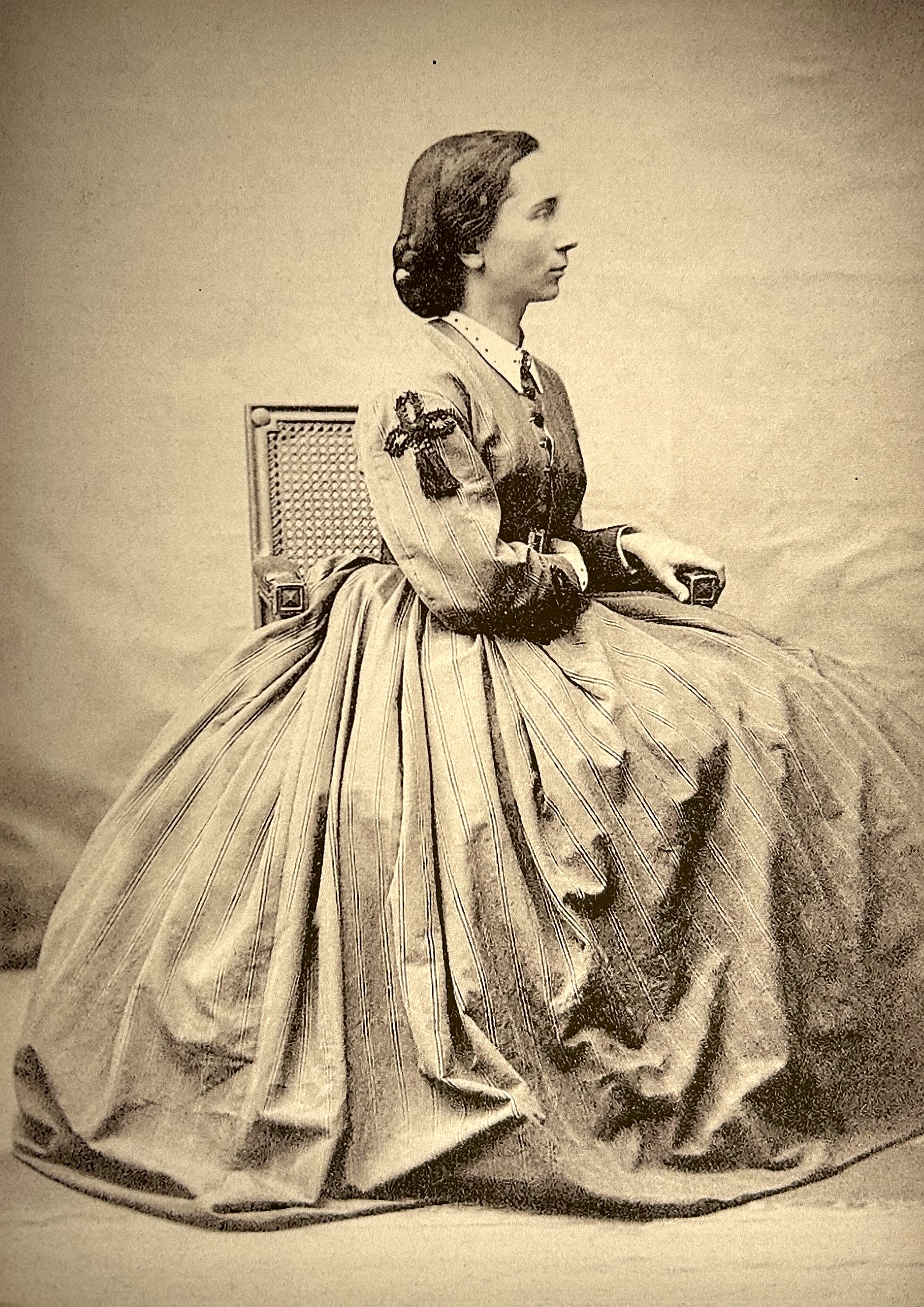
Anna Anker-Rüfli
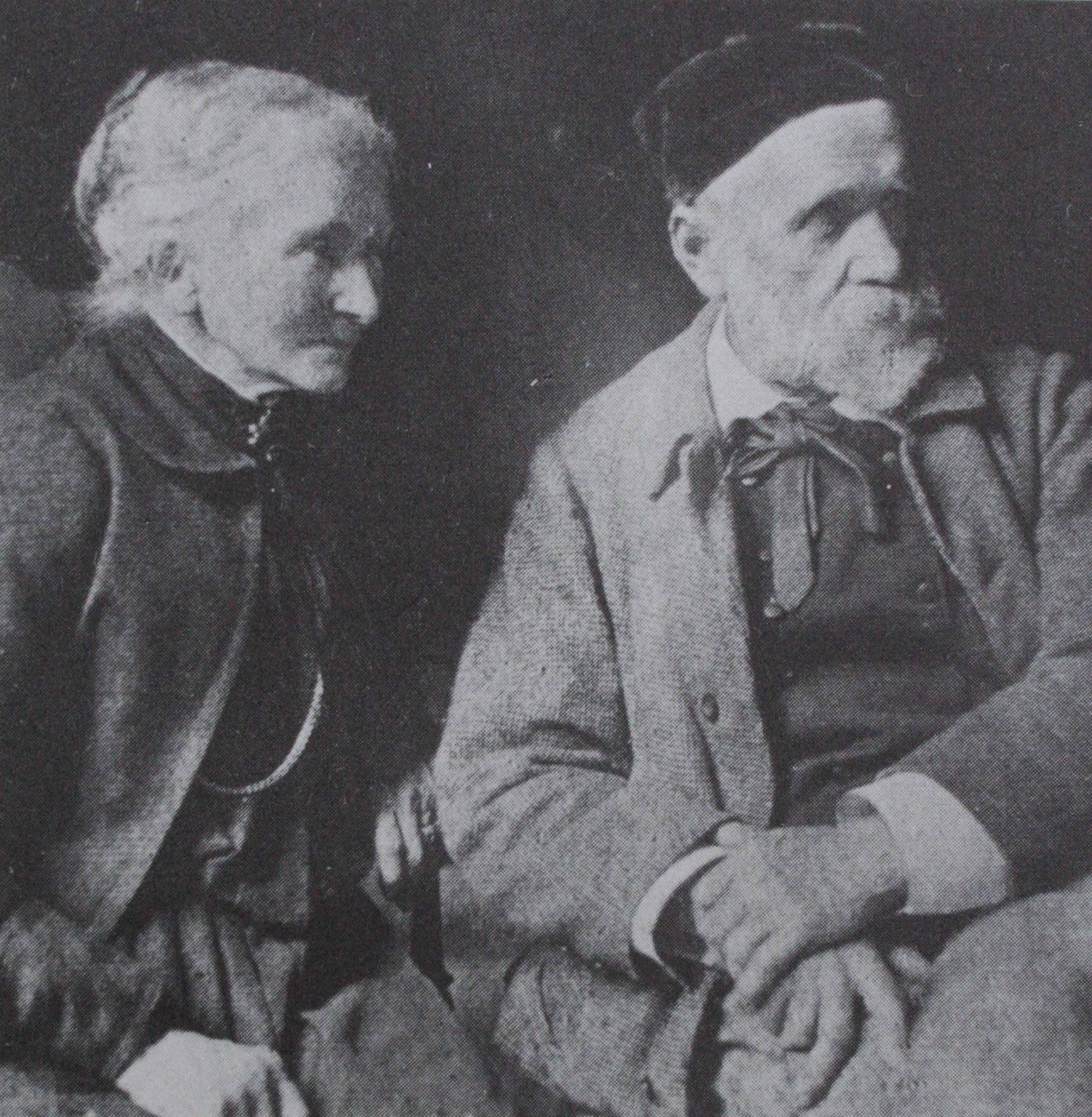
Albert und Anna Anker, um 1905
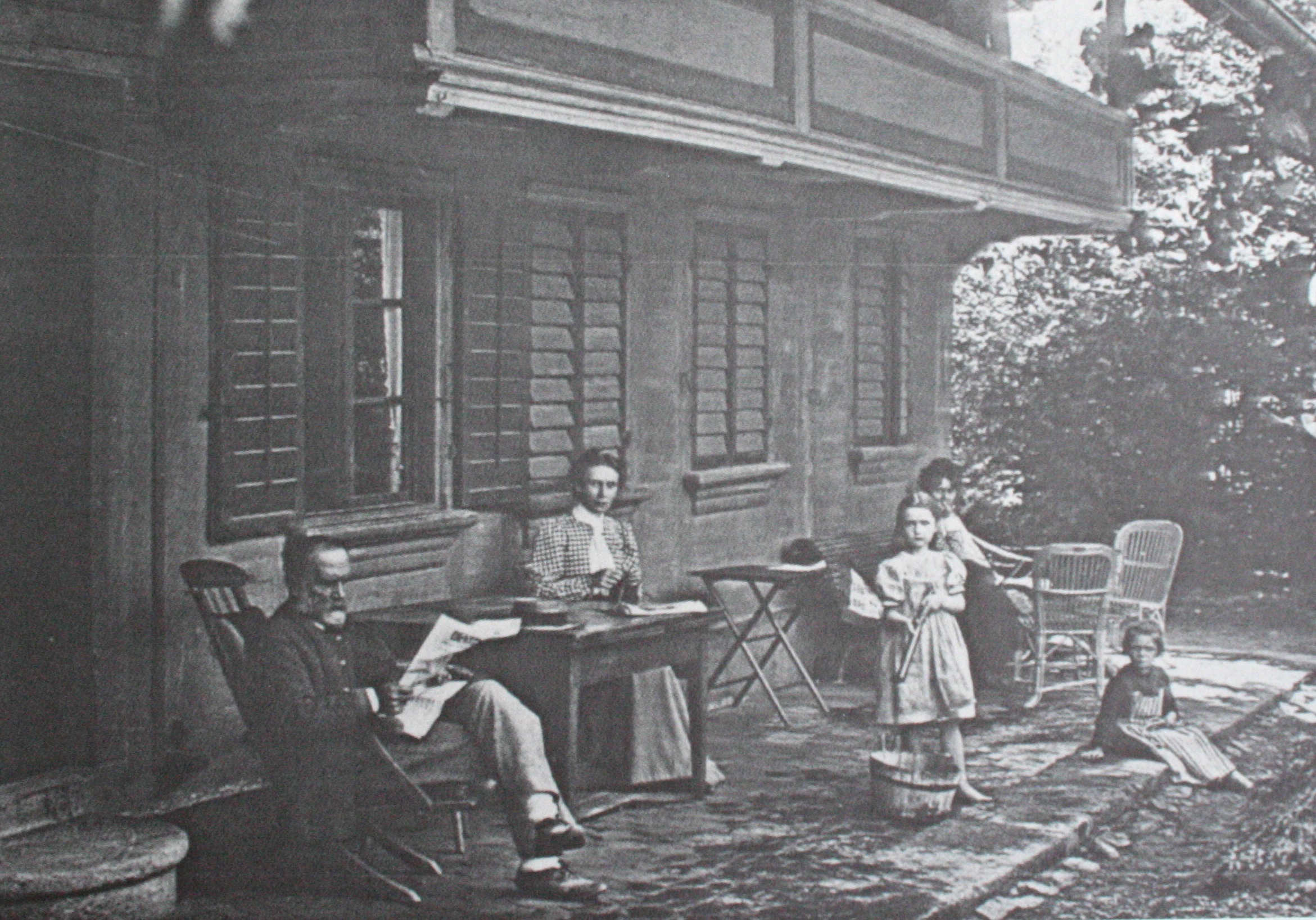
Familie Anker 1901: Albert, Tochter Marie Quinche-Anker, ihre Tochter Charlotte Quinche, Alberts Tochter Cécile und ein Mädchen aus Ins

### Louise (1865–1954)
Ein paar Wochen nach der Geburt der ersten Tochter Louise im Herbst 1865 zog die Familie Anker im Winter nach Paris. 1884 heiratete Louise den Papierfabrikanten Max Oser in Basel und begründete den Basler Zweig der Anker Nachfahren. Louises Tochter Elisabeth (1888–1982) wurde Kunstmalerin. Zusammen mit ihrer Schwester Dora erstellte sie das erste Verzeichnis von Albert Ankers Bibliothek im Atelier.

### Sophie Marie (1872–1950)
Die zweite Tochter Marie wurde 1872 geboren. Sie heiratete 1892 den Musikprofessor und Organisten Albert Quinche (1874–1931) in Neuenburg und begründete so den Neuenburger Zweig der Anker Nachfahren. Sie verfasste die erste Publikation von Ankers Briefen und schuf so eine wichtige Grundlage zur Erforschung von dessen Leben und Werk.

### Rudolf (1867–1869) und Emil (1870–1871)
Von Albert Ankers drei Söhnen erreicht nur Moritz das Erwachsenenalter, Ruedi und Emil starben als Kleinkinder. Anker hielt beide auf dem Totenbett fest. Ins Bild von Rudolf ritzte er links oben in die noch nasse Leinwand die Worte: «Der liebe, liebe Ruedeli». Ruedi starb zweijährig in Ins an Diphtherie, Emil einjährig in Paris an Typhus.

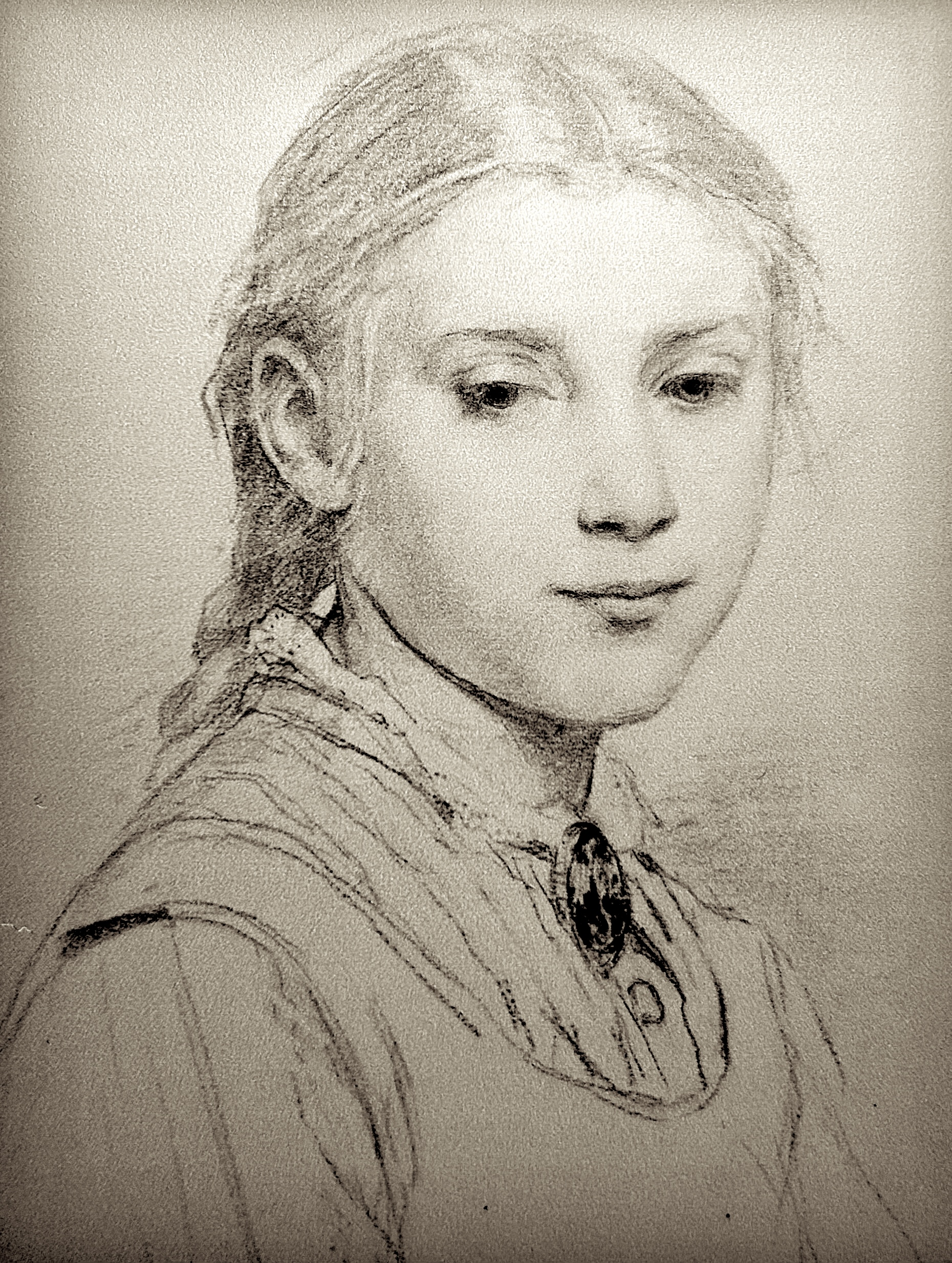
Louise Anker, um 1880
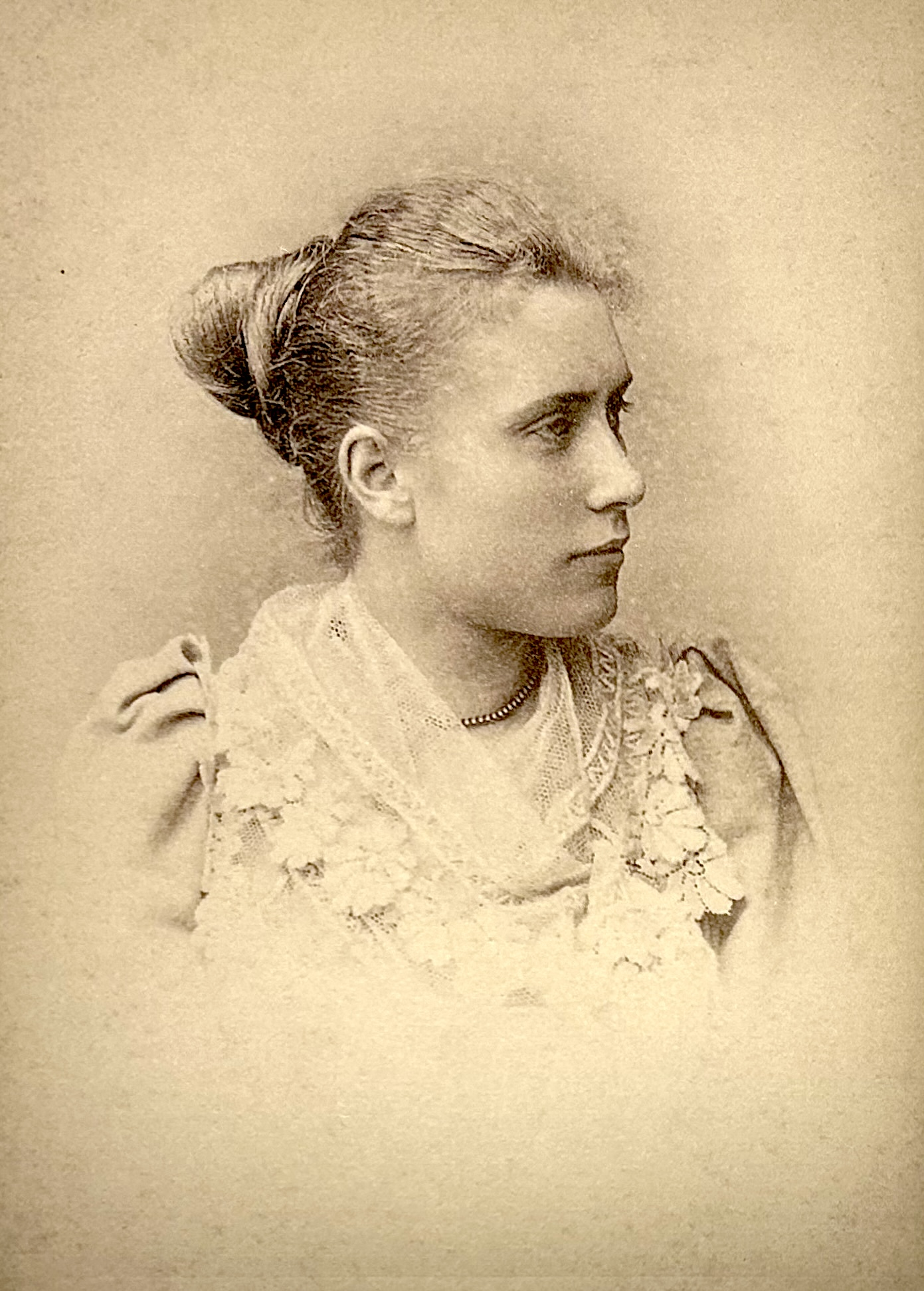
Marie Quinche-Anker
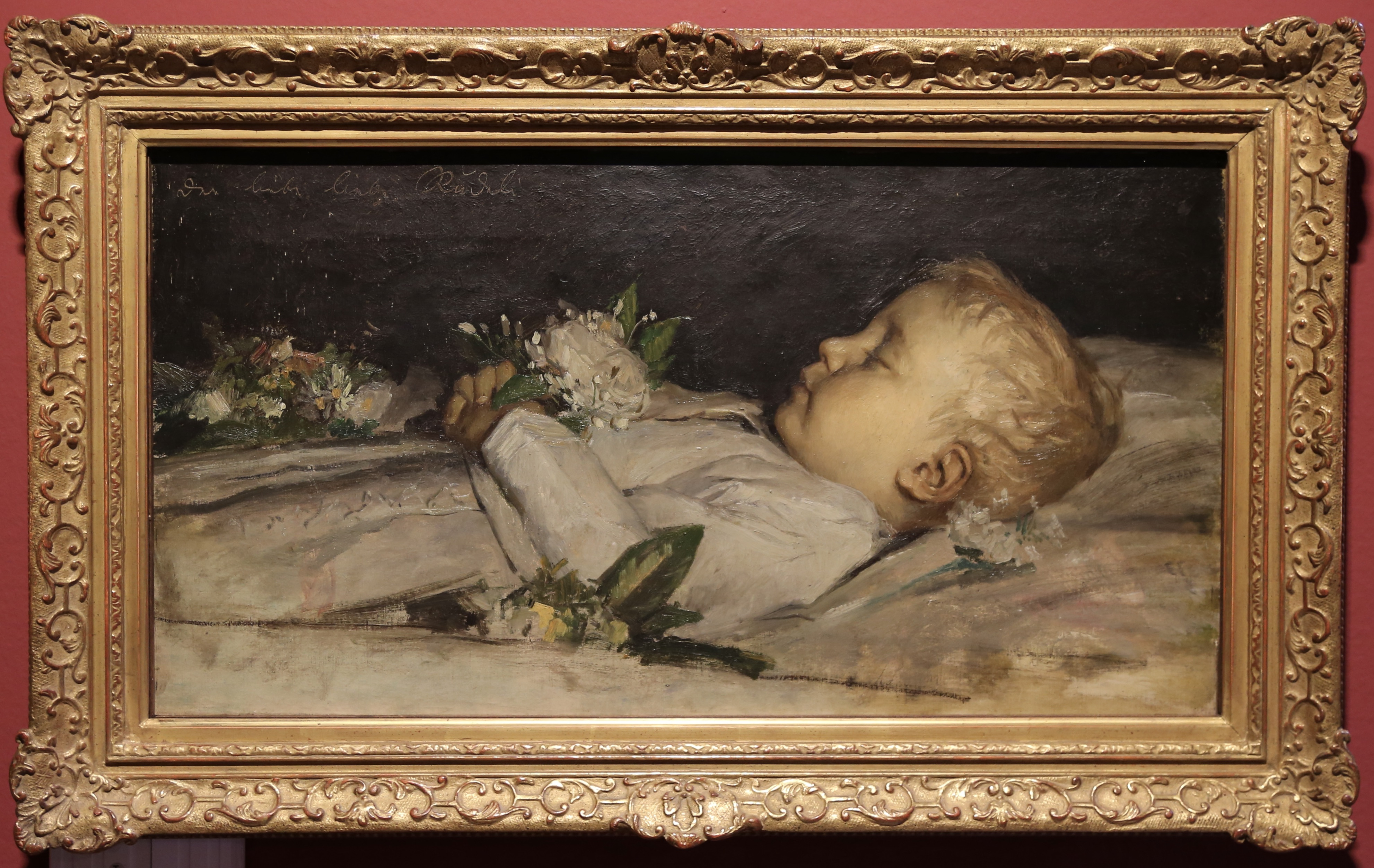
Ruedi Anker auf dem Totenbett Links eingeritzt «Der liebe liebe Ruedeli», 1869
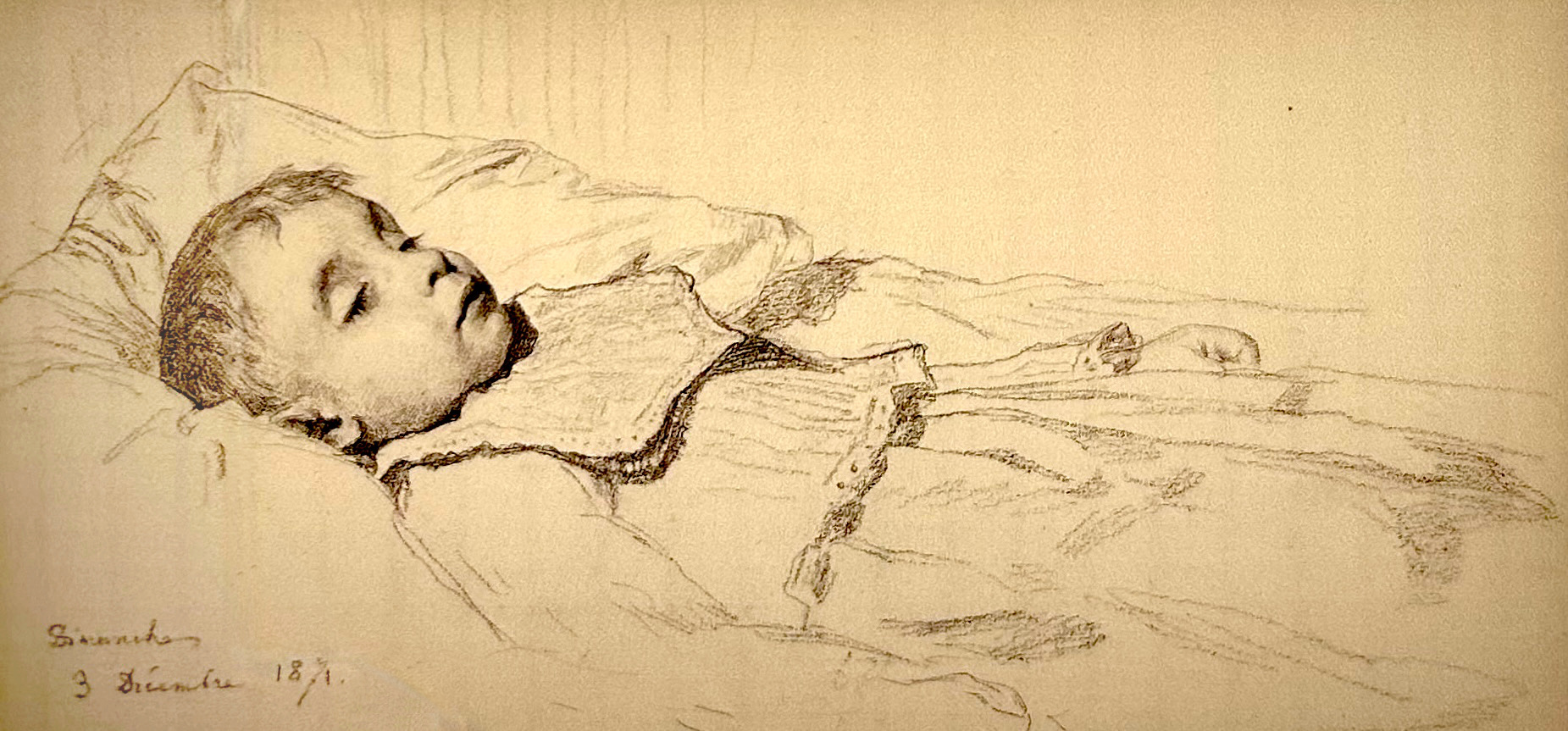
Emil Anker auf dem Totenbett, 1871

### Paul Moritz / Maurice (1874–1931)
Nach dem frühen Tod der beiden ersten Söhne kam 1874 der Knabe Moritz zur Welt. Da er seinen Eltern mit seiner Kraft und seinem eigenen Willen Sorgen bereitete, gaben sie ihn in ein Pensionat nach Oberburg bei Burgdorf. Später lernte Moritz am Technikum in Winterthur Schiffszimmermann. Anschliessend heuerte er auf grossen Segel- und Handelsschiffen als Matrose und Zimmermann an. 1930 schrieb er auf Englisch den Abenteuerroman „On a Volcano“. Ankers Ururenkel Matthias Brefin (* 1943) entdeckte das Manuskript bei einer Tochter von Maurice Anker in Amerika und übertrug es ins Deutsche. Die deutsche Ausgabe erschien 2017. Maurice Anker wanderte in die USA aus, wo er – zweimal verheiratet – den amerikanischen Zweig der Anker Nachfahren begründete.

### Fanny Cécile (1877–1957)
Das letzte Kind der Familie Anker kam 1877 zur Welt. Cécile heiratete 1901 den Arzt Charles Du Bois aus La Chaux-de-Fonds und begründete den Genfer Zweig der Nachfahren. Cécile besass als erstes Familienmitglied einen Fotoapparat, mit dem sie viele Familienaufnahmen machte.

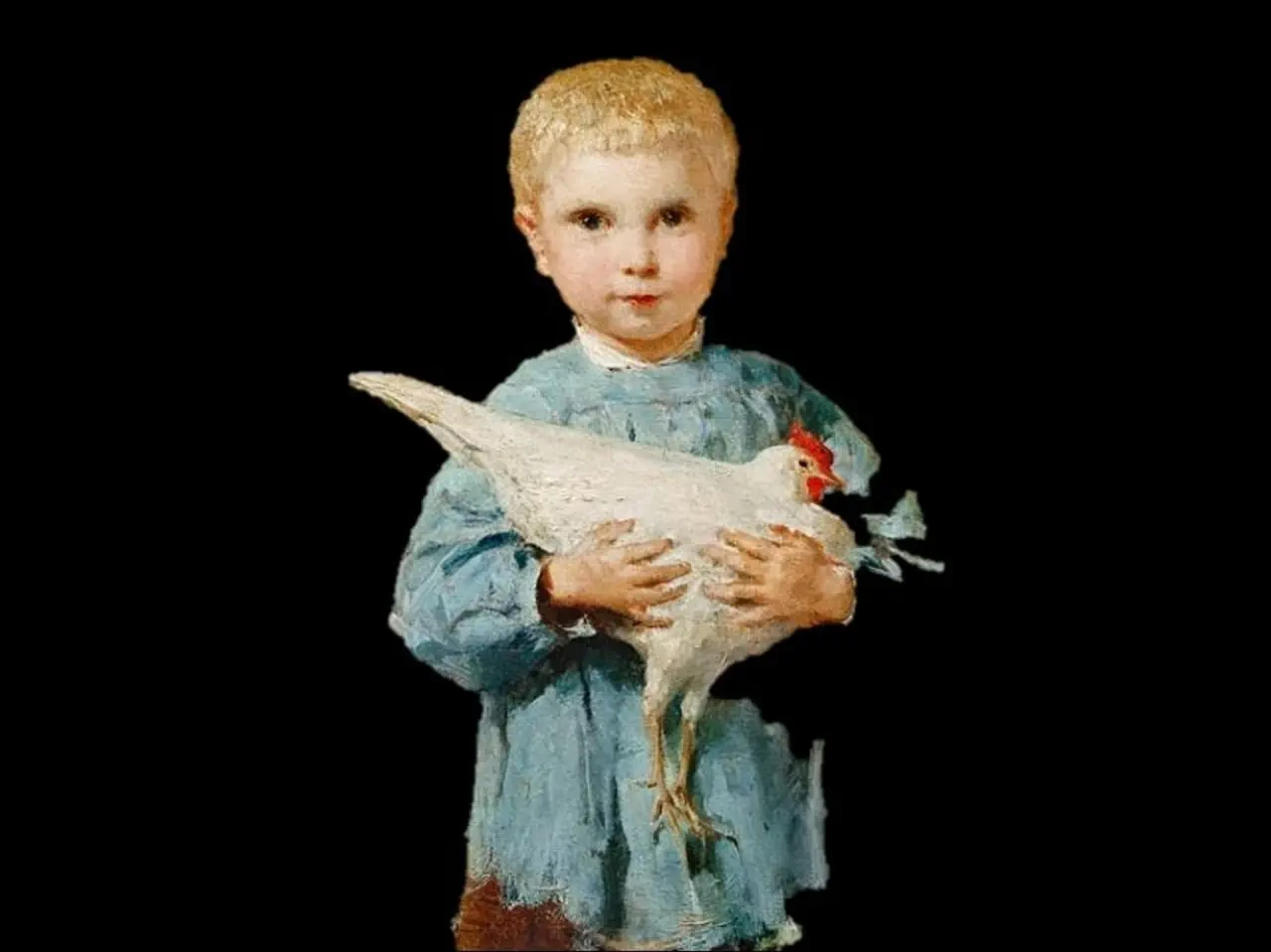
Moritz Anker, 1877
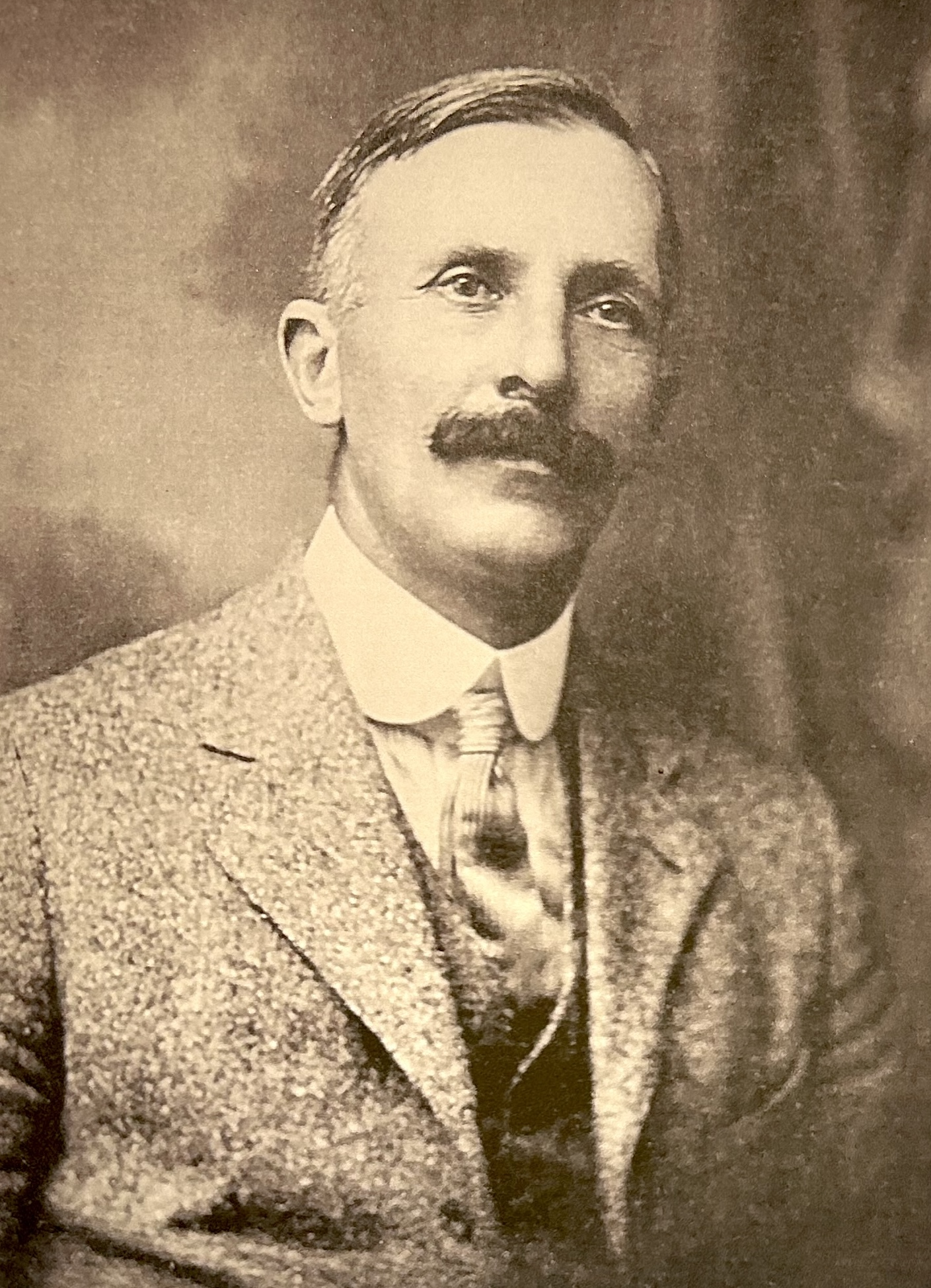
Moritz Anker als Erwachsener
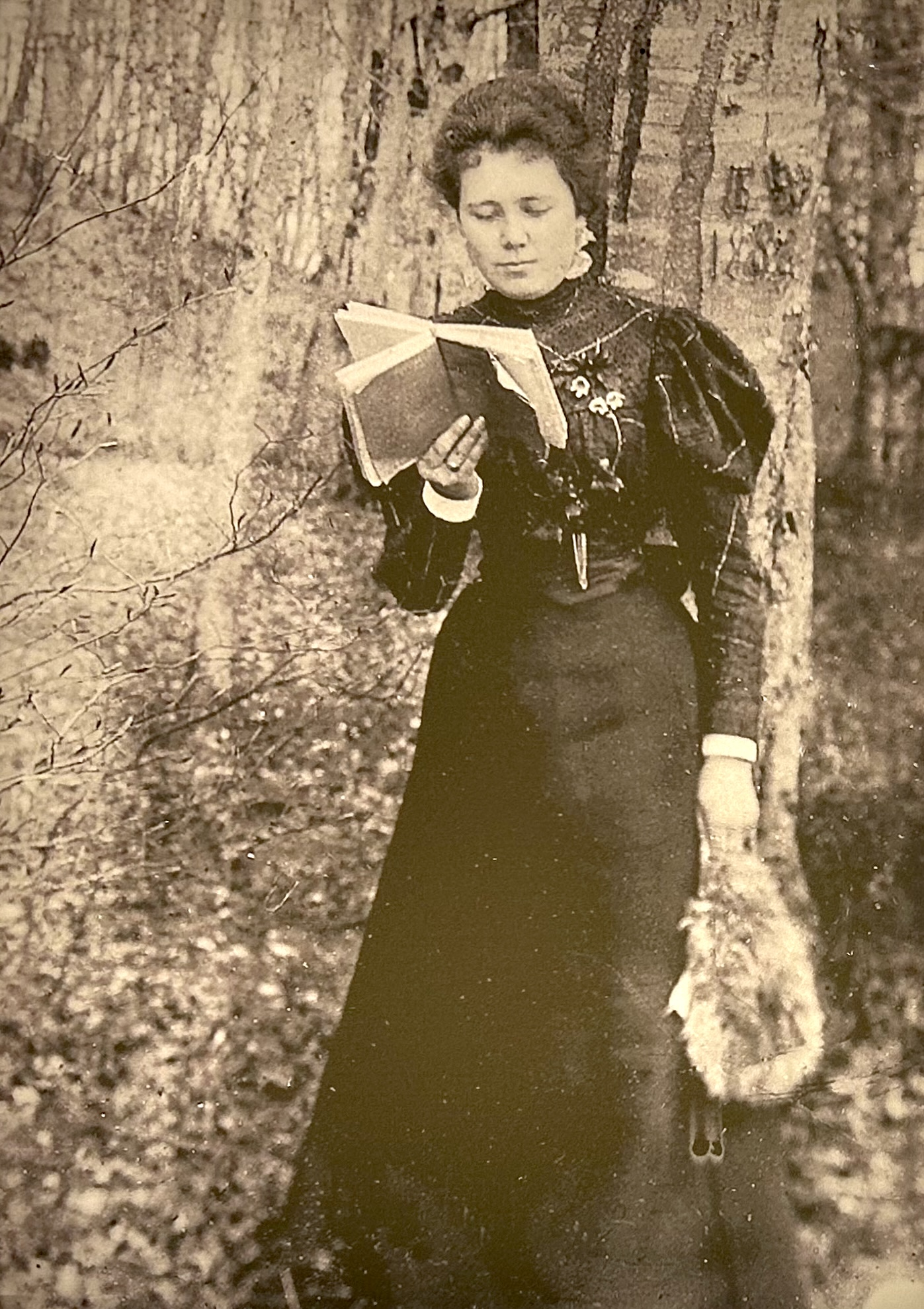
Cécile Du Bois-Anker
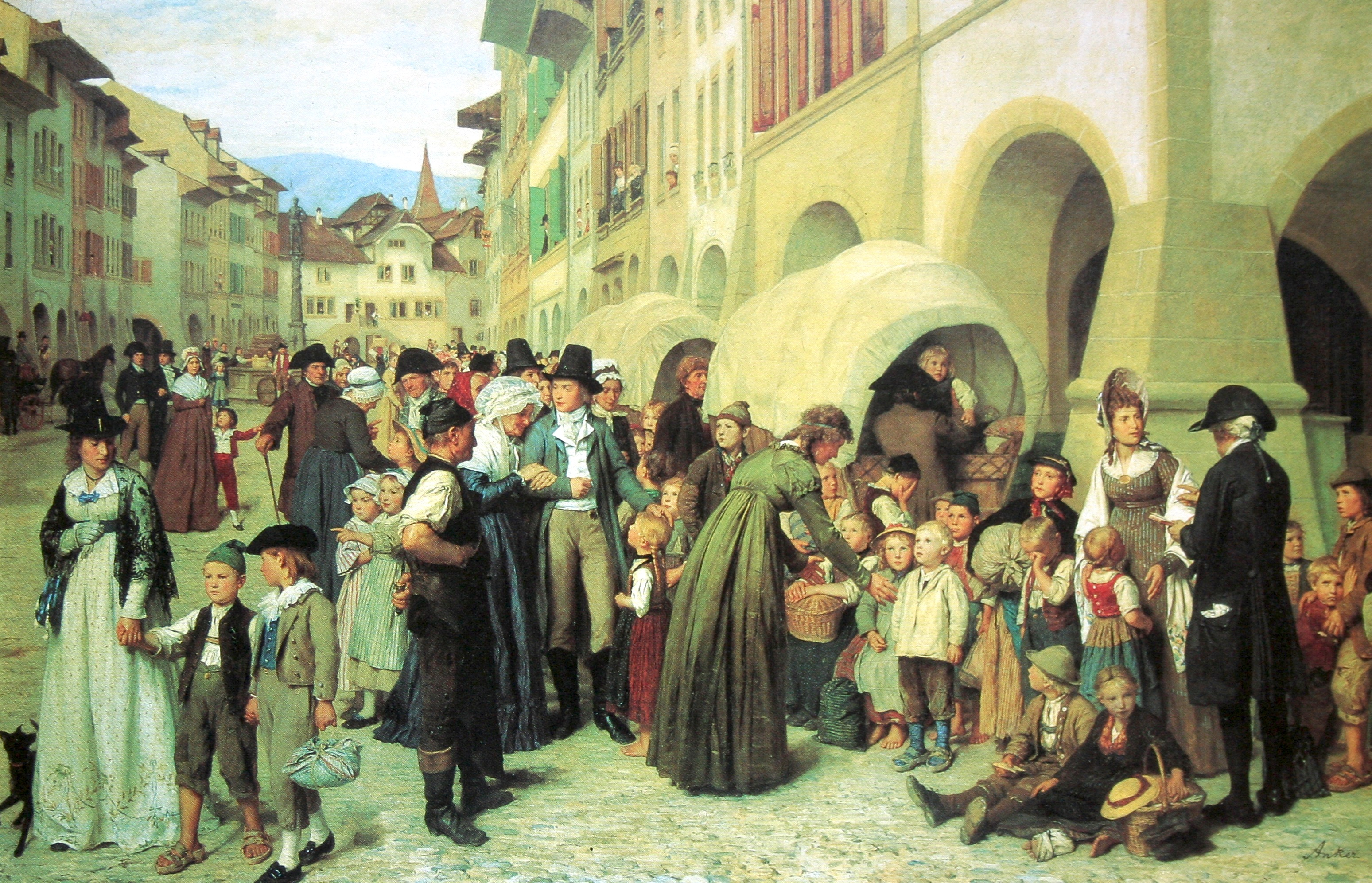
Pestalozzi und seine Waisen

Anker malte seine Kinder und Enkel wiederholt, seine Frau erscheint gelegentlich auf Skizzen. Im Bild «Pestalozzi und seine Waisen» hielt Anker sie fest: Sie ist die Frau mit der weissen Haube vor dem hinteren Wagen. Der Junge im hellen Kittel, zu dem sich die dunkel gekleidete Dame hinwendet, ist Ankers jüngster Sohn Moritz.

## Werk
Anker malte unter anderem Porträts von Kindern, alten Frauen, Szenen mit religiösen und geschichtlichen Figuren, Stillleben und ländliche Landschaften. Von seinem Lehrer Gleyre unterschied er sich vor allem dadurch, dass er seine Figuren nicht makellos oder stilisiert malte, sondern sehr lebhaft.

### Kinderdarstellungen

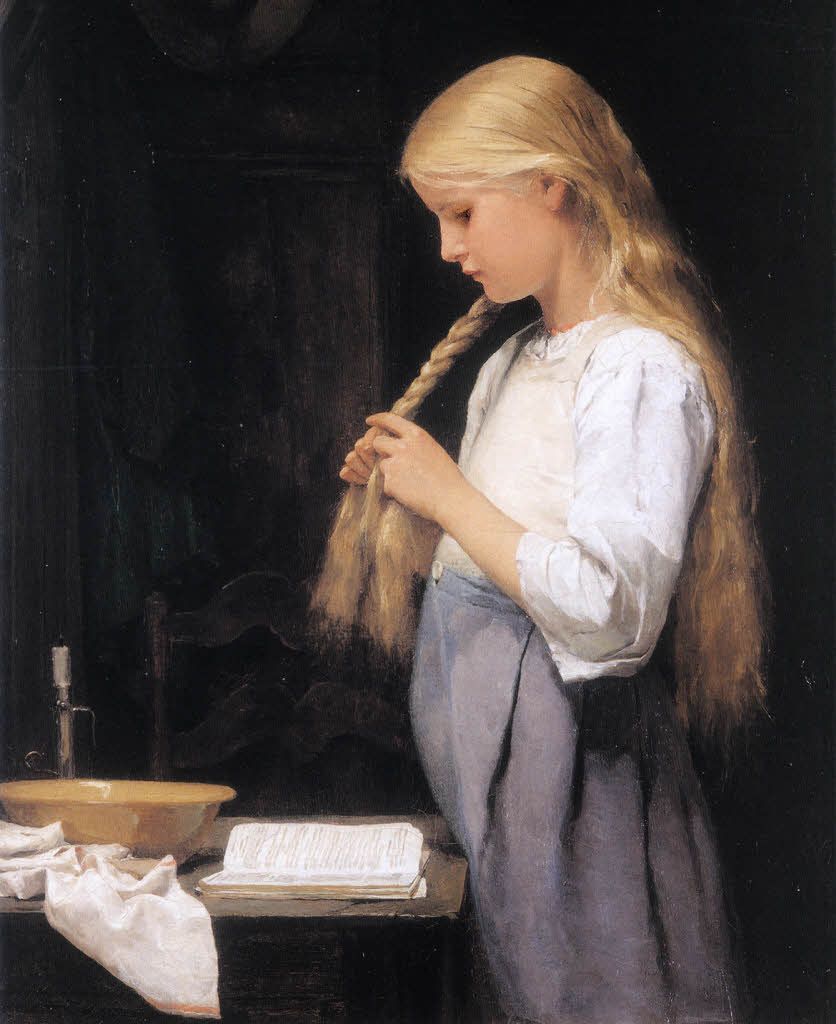
Mädchen die Haare flechtend, 1887, Stiftung für Kunst, Kultur und Geschichte, Winterthur

Innerhalb der europäischen Malerei des 19. Jahrhunderts gehört Anker zu einem der bedeutendsten Schöpfer von Kinderdarstellungen. Er malte etwa 600 Werke in Öl, wovon gut 250 Werke Darstellungen von Kindern, alleine oder in Gruppen, zeigen. Im «Knöchelspiel» von 1864 malte Anker ein Gruppenspiel, das Ankers Auffassung des Spiels als Kompetenzerwerb für das spätere Leben in Gesellschaft und Staat vermittelt. Das Spiel hat dabei die Funktion, von der leichten Kinderexistenz in die ernste Erwachsenenwelt überzuleiten. Das Interesse Ankers am Spiel geht über das anthropologische, kulturvermittelnde und pädagogische Lernspiel hinaus. Es erfordert sowohl feinmotorisches Geschick als auch Konzentration, konstruktive Fantasie und Kreativität. Im Bildnis «Das Mädchen mit den Dominosteinen» um 1900, veranschaulicht Anker die schöpferische Kraft eines sich so auf das Spiel konzentrierenden Mädchens, dass es ganz in seiner Kinderwelt aufgeht.
Ankers Kinderwelt unter dem Gesichtspunkt des pädagogischen Wandels in Europa im 19. Jahrhundert betrachtet, begegnen wir in ihm einem humanistisch aufgeschlossenen Zeitgeist, der sich bildnerisch stark mit den Inhalten der keimenden Lehre der Schweizer Jean-Jacques Rousseau (1712–1778) und Johann Heinrich Pestalozzi (1746–1827) auseinandersetzt. Ankers Werke durchzieht die Vermittlung von Bildung und wird erzählt durch die vielen individuellen Darstellungen von Schülerinnen und Schülern mit Schiefertafel, Schreibheft, Schreibstiften, Schulbuch. Erzählt wird von einer Zeit, als die Bildung für Landkinder noch keine Selbstverständlichkeit war und die Kinder als kleine Erwachsene angesehen wurden. Erst 1874 wurde der unentgeltliche Primarschulunterricht in der Schweizerischen Bundesverfassung verankert und die neunjährige Schulpflicht obligatorisch.

### Zeichnungen

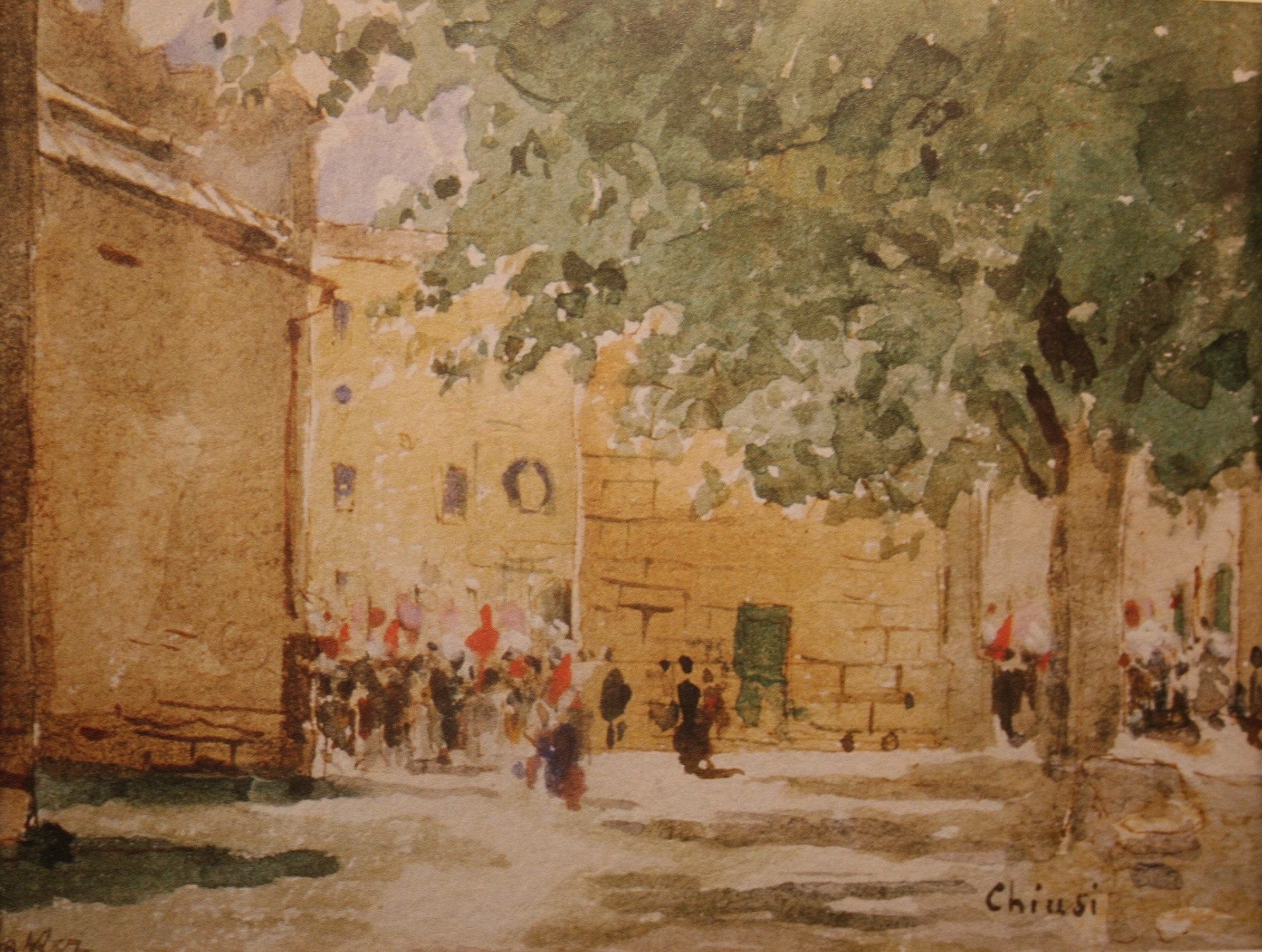
Chiusi, 1887

Anker stellte seine künstlerische Begabung als Zeichner schon in jungen Jahren unter Beweis, noch bevor er 1854 eine Malerausbildung in Paris begann. Als Kind nutzte Anker jede Gelegenheit zum Zeichnen, in der Schule, unterwegs oder zu Hause. 1846 wurde er, während seiner privaten Zeichenstunden, für eine Farbstiftstudie nach einem Totenschädel am Neuenburger Gymnasium mit einem der Schulpreise ausgezeichnet, die in der Folgezeit regelmässig an ihn gingen. Diese Anerkennungen seines Talentes gaben dem jungen Anker die Gewissheit, dass er die Fähigkeiten für den Malerberuf hatte. So wurde Anker bereits 1856 und 1858 an der „École Impériale et Spéciale des Beaux-Arts“ in Paris im Figurenzeichnen früh gewürdigt.
Sein Spektrum der Arbeiten auf Papier reicht von raschen Skizzen, die als Varianten und Entwürfe, als Muster für Auftraggeber dienten, bis zu detailliert ausgearbeiteten Blättern, die als eigenständige Werke gelten. 230 Zeichnungen und Aquarelle schuf er schliesslich im Auftrag des Neuenburger Verlegers Frédéric Zahn (1857–1919) für dessen Gotthelf-Edition von 1894 bis 1902 sowie für weitere populäre Publikationen.
Bekannt sind Bleistift-, Kohle- und Tuschfederzeichnungen, Werke in Kreide-, Rötel-, Pastell- oder Sepia- sowie Mischtechniken in unterschiedlichen Formaten. Die Anzahl der Arbeiten auf Papier, die Anker zu Lebzeiten anfertigte, ist nicht bekannt, jedoch ist davon auszugehen, dass sie mehrere 1000 umfasst. Der Duktus seiner Zeichensprache reicht von zart hingehauchten Stiftzeichnung bis hin zu kräftig gewischten schwarzen Kohlezeichnung und war die Grundlage für seine Werke der Aquarell-, Fayence- und Ölmalerei, die einen wesentlichen Teil seines Gesamtwerks ausmachen.

## Ankerhaus

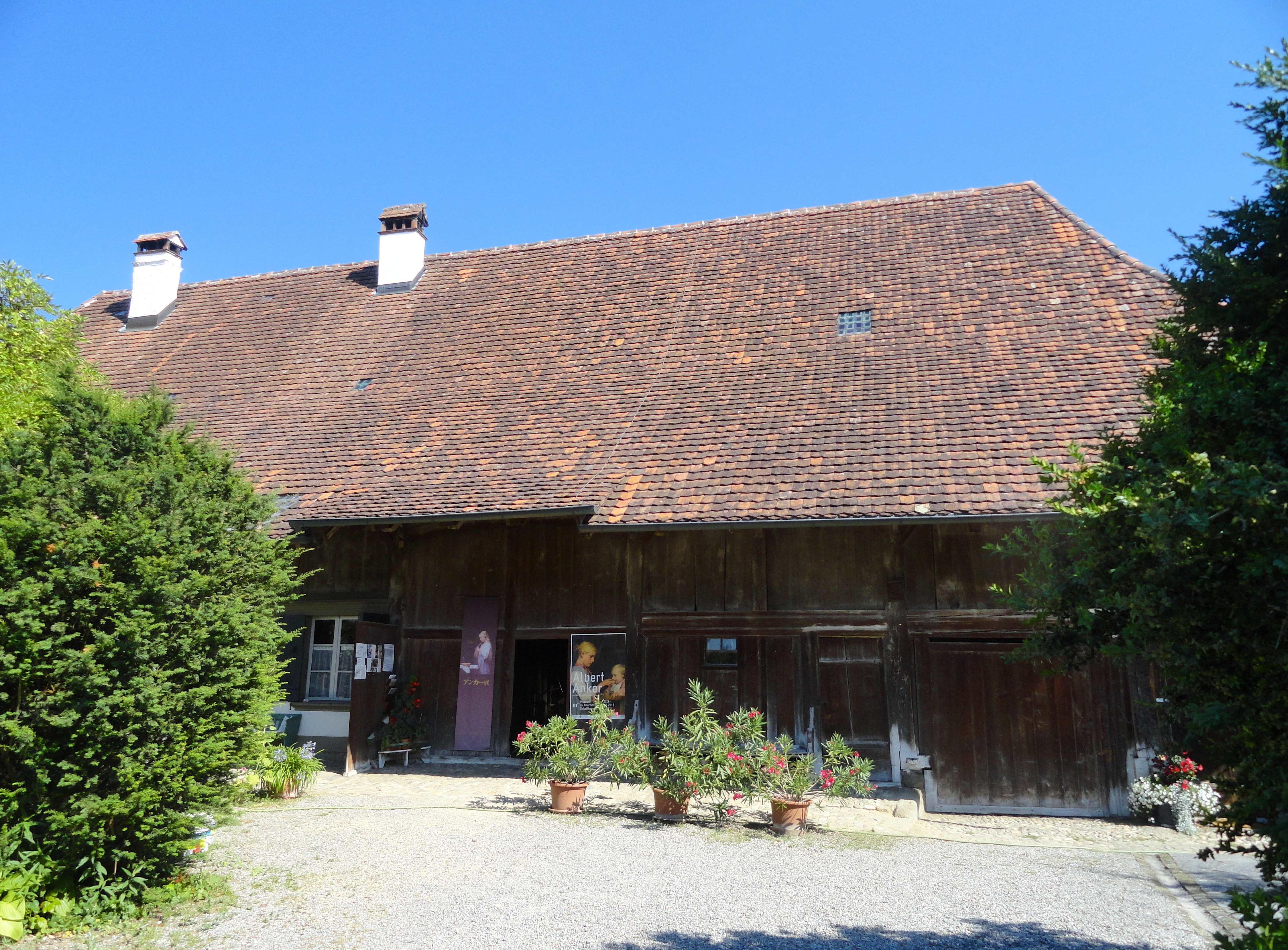
Ankerhaus

Das Haus, in dem Anker geboren wurde, aufwuchs und nach 1890 lebte und arbeitete, steht mitten im Dorf Ins. Es wurde 1803 von Alberts Vater, dem Tierarzt Rudolf Anker, in der Art der Seeländer Bauernhäuser erbaut. Ankers Atelier wurde fast unverändert erhalten, ebenso wie zahlreiche Gegenstände, die Anker auf seinen Bildern abgebildet hat. Hauseinteilung und Ausstattung entsprechen noch weitgehend dem Originalzustand. Das Haus gehört heute der Stiftung Albert-Anker-Haus Ins. Seit 2024 ist darin das Centre Albert Anker untergebracht, das dem Leben und Werk Ankers gewidmet ist.

## Auszeichnungen (Auswahl)
- 1856: Zwei Bronzemedaillen an der École Impériale et Spéciale des Beaux-Arts in Paris
- 1858: Eine Silbermedaille an der Ecole Impériale et Spéciale des Beaux-Arts in Paris
- 1866: Goldene Medaille im Pariser Salon
- 1872: Eine Bronzemedaille für sein Bild Die Marionetten an der International Exhibition in London
- 1873: Eine Medaille für Fayence-Malerei, an der Weltausstellung in Wien

## Werke (Auswahl)
| Bild | Titel                                                          | Jahr               | Grösse/Material Anker                                 |                                                          |
| ---- | -------------------------------------------------------------- | ------------------ | ----------------------------------------------------- | -------------------------------------------------------- |
|      | Sonntagnachmittag                                              | 1861               | 82 × 65 cm Öl auf Leinwand                            | Musée d’art et d’histoire, Neuchâtel                     |
|      | Das Schulexamen                                                | 1862               | 103 × 175 cm Öl auf Leinwand                          | Kunstmuseum Bern                                         |
|      | Die kleine Freundin                                            | 1862               | 64 × 46,5 cm Öl auf Leinwand                          |                                                          |
|      | Kinderbegräbnis                                                | 1863               | 111 × 171 cm Öl auf Leinwand                          | Aargauer Kunsthaus                                       |
|      | Die Knöchelspieler                                             | 1864               | Öl auf Leinwand                                       |                                                          |
|      | Die Badenden                                                   | 1865               | 64 × 123,5 cm Öl auf Leinwand                         |                                                          |
|      | Mädchen die Hühner fütternd                                    | 1865               | 66 × 51 cm Öl auf Leinwand                            | Musée d’art et d’histoire, Neuchâtel                     |
|      | Die Bauern und die Zeitung                                     | 1867               | 64 × 80,5 cm Öl auf Leinwand                          | Privatbesitz                                             |
|      | Die Verbannten                                                 | 1868               | 62 × 50 cm Öl auf Leinwand                            |                                                          |
|      | Der Trinker                                                    | 1868               | 69 × 50 cm Öl auf Leinwand                            | Kunstmuseum Bern                                         |
|      | Die Kappeler Milchsuppe                                        | 1869               | 97 × 137 cm Öl auf Leinwand                           | Privatbesitz                                             |
|      | Ruedi Anker auf dem Totenbett                                  | 1869               | 103 × 175 cm Öl auf Leinwand                          | Sammlung Christoph Blocher                               |
|      | Heinrich Pestalozzi und die Waisenkinder in Stans              | 1870               | 95 × 73 cm Öl auf Leinwand                            | Kunsthaus Zürich                                         |
|      | Die Bourbaki-Armee                                             | 1871               | 95 × 151 cm Öl auf Leinwand                           | Musée d’art et d’histoire, Neuchâtel                     |
|      | Emil Anker auf dem Totenbett                                   | 1871               | Bleistift                                             |                                                          |
|      | Der Schulspaziergang                                           | 1872               | 90 × 150 cm, Öl auf Leinwand                          | Sammlung Christoph Blocher                               |
|      | Die Pfahlbauerin                                               | 1873               | 65 × 81 cm Öl auf Leinwand                            | Musée de Beaux-Arts, La Chaux-de-Fonds                   |
|      | Der Seifenbläser                                               | 1873               | 45 × 32 cm Öl auf Leinwand                            | Kunstmuseum Bern                                         |
|      | Tee und Schmelzbrötchen                                        | 1873               | 33 × 3 48 cm Öl auf Leinwand                          | Kunstmuseum Solothurn                                    |
|      | Der Gemeindeschreiber                                          | 1874               | 64,5 × 51 cm Öl auf Leinwand                          | Musée cantonal des Beaux-Arts de Lausanne                |
|      | Des Künstlers Tochter Louise                                   | 1874               | 64,5 × 51 cm Öl auf Leinwand                          | Museum Oskar Reinhart in Winterthur                      |
|      | Junge Mutter, bei Kerzenlicht ihr schlafendes Kind betrachtend | 1875               | 36,5 × 46,5 cm Öl auf Holz                            |                                                          |
|      | Mädchen mit Hampelmann (Marie Anker)                           | 1875               | 35.5 × 30 cm Öl auf Leinwand                          |                                                          |
|      | Länderkinder                                                   | 1876               | 111 × 175 cm Öl auf Leinwand                          | Musée d’art et d’histoire, Neuchâtel                     |
|      | Stillleben: Kaffee und Cognac                                  | 1877               | 34 × 46 cm Öl auf Leinwand                            | Kunstmuseum Winterthur                                   |
|      | Turnstunde in Ins                                              | 1879               | 96 × 147,5 cm Öl auf Leinwand                         | Sammlung Christoph Blocher                               |
|      | Kinderfrühstück                                                | 1879               | 65 × 81 cm Öl auf Leinwand                            | Kunstmuseum Basel                                        |
|      | Schulknabe                                                     | 1881               | 56 × 42,5 cm Öl auf Leinwand                          | Museum Oskar Reinhart in Winterthur                      |
|      | Hüftbild eines Mädchens (Marie Anker)                          | 1881               | 65 × 81cm Öl auf Leinwand                             | Kunstmuseum Bern                                         |
|      | Rotkäppchen                                                    | 1883               | 62 × 65 cm Öl auf Leinwand                            |                                                          |
|      | Die Arbeitsamen                                                | 1883               | 86 × 55,5 cm Öl auf Leinwand                          | Privatbesitz                                             |
|      | Eine Gotthelf-Leserin                                          | 1884               | 59 × 42 cm Öl auf Leinwand                            |                                                          |
|      | Strickendes Mädchen                                            | 1884               | 65 × 46,5 cm Öl auf Leinwand                          |                                                          |
|      | Der Grossvater erzählt eine Geschichte                         | 1884               | 74 × 109 cm Öl auf Leinwand                           | Kunstmuseum Bern                                         |
|      | Der Pfahlbauer                                                 | 1886               | 65 × 81 cm Öl auf Leinwand                            | Kunstmuseum Winterthur                                   |
|      | Die kleine Kartoffelschälerin                                  | 1886               | 71 × 53 cm Öl auf Leinwand                            | Privatbesitz                                             |
|      | Lesendes Mädchen (Cécile Anker)                                | 12. September 1886 | 16.5 × 25 cm Pinsel und Feder in blauer Fayence Farbe | Privatbesitz                                             |
|      | Mädchen die Haare flechtend                                    | 1887               | 70.5 × 54cm Öl auf Leinwand                           | Stiftung für Kunst, Kultur und Geschichte                |
|      | Ziviltrauung                                                   | 1887               | 76.5 × 127 cm Öl auf Holz                             |                                                          |
|      | Liegender weiblicher Akt                                       | 1887               | 17 × 45 cm Öl auf Leinwand                            | Privatbesitz                                             |
|      | Chiusi                                                         | 1887               | Aquarell                                              | Privatbesitz                                             |
|      | Königin Bertha und die Spinnerinnen                            | 1888               | 86 × 126,5 cm Öl auf Leinwand                         | Museée Cantonal des Beaux Arts, Lausanne                 |
|      | Die ältere Schwester                                           | um 1889            | 66 × 46 cm, Öl auf Leinwand                           | Auktionshaus Koller, Zürich 2011                         |
|      | Die Kinderkrippe                                               | 1890               | 80 × 141 cm Öl auf Leinwand                           | Museum Oskar Reinhart in Winterthur                      |
|      | Die kleinen Strickerinnen                                      | 1891               | 62 × 68,5 cm, Öl auf Holz                             | Museum Oskar Reinhart in Winterthur                      |
|      | Bildnis eines Knaben                                           | um 1891            | Öl auf Leinwand                                       | Sammlung Christoph Blocher                               |
|      | Castello San Giorgio in Mantua                                 | 1891               | Aquarell                                              | Privatbesitz                                             |
|      | Selbstbildnis                                                  | 1891               | Aquarell                                              | unbekannt                                                |
|      | Die Andacht des Grossvaters                                    | 1893               | 63 × 92 cm Öl auf Leinwand                            | Kunstmuseum Bern, Bernische Kunstgesellschaft            |
|      | Zwei schlafende Mädchen auf der Ofenbank                       | 1895               | 55,5 × 71,5 cm Öl auf Leinwand                        | Kunsthaus Zürich                                         |
|      | Die Dorfschule von 1848                                        | 1896               | 104×175,5 cm Öl auf Leinwand                          | Kunstmuseum Basel                                        |
|      | Stillleben – Unmässigkeit                                      | 1896               | 48 × 62 cm Öl auf Holz                                | Sammlung Christoph Blocher                               |
|      | Stillleben: Tee und Schmelzbrötchen                            | 1896               | 42 × 51 cm Öl auf Leinwand                            |                                                          |
|      | Schlafender Knabe im Heu                                       | 1897               | 55 × 71 cm Öl auf Leinwand                            | Kunstmuseum Basel                                        |
|      | Stillleben: Bier und Rettich                                   | 1898               | 32.5 × 52 cm Öl auf Leinwand                          | Kunstmuseum Bern Depositum der Gottfried-Keller-Stiftung |
|      | Kleinkinderschule auf der Kirchenfeldbrücke                    | 1900               | 76 × 127 cm                                           | Kunstmuseum Bern                                         |
|      | Inser Bauer am Tisch                                           | 1908               | 33,5 × 24,5 cm Aquarell                               |                                                          |
|      | Der Absinth-Trinker                                            | 1908               | Öl auf Leinwand                                       |                                                          |
|      | Selbstbildnis                                                  | um 1908            | 48 × 38 cm Öl auf Leinwand                            | Kunstmuseum Bern                                         |
|      | Das Mädchen mit den Dominosteinen                              | zwischen 1850/1900 | Durchmesser 37 cm, Öl auf Holz                        | Privatbesitz                                             |
|      | Das Erdbeer-Mareili                                            |                    | 35 × 25 cm Aquarell                                   | Privatbesitz                                             |
|      | Mädchen vor Fensternische                                      |                    | 35 × 25 cm Öl auf Leinwand                            | Privatbesitz                                             |
|      | Inser Knabe mit Geschwister                                    | undatiert          | Aquarell                                              |                                                          |

Der grösste Privatsammler von Anker-Werken ist Christoph Blocher.

## Film
Albert Anker. Malstunden bei Raffael. Film von Heinz Bütler 2022. Mit Endo Anaconda.